# Saltholmen (Jomala)
Saltholmen är en ö i Åland (Finland). Den ligger i Skärgårdshavet och i kommunen Jomala i landskapet Åland, i den sydvästra delen av landet. Ön ligger nära Mariehamn och omkring 270 kilometer väster om Helsingfors.
Öns area är 4,2 hektar och dess största längd är 280 meter i nord-sydlig riktning.